# Estadi Olímpic de la Universitat Central de Veneçuela
L'Estadi Olímpic de la Universitat Central de Veneçuela és un estadi multiusos de la ciutat de Caracas, Veneçuela.
És propietat de la Universitat Central de Veneçuela. És usat principalment per a la pràctica del futbol, l'atletisme i el rugbi. És la seu dels clubs Caracas FC, Deportivo La Guaira FC, Metropolitanos FC i Universidad Central de Venezuela FC. Té una capacitat per a 24.264 espectadors.
Va ser inaugurat el 5 de desembre de 1951 i renovat l'any 2007. Antigament va ser usat pel club Unión Sport Club Va ser la seu de la final de la Copa Amèrica de futbol de 1975 i d'un partit de la Copa Amèrica de futbol de 2007.

## Copa América 1975
| Data            | Equp 1 | Res. | Equp 2   | Ronda            |
| --------------- | ------ | ---- | -------- | ---------------- |
| 28 Octubre 1975 | Perú   | 1-0  | Colòmbia | Final (Play-off) |

## Copa América 2007
| Data           | Hora  | Equp 1  | Res. | Equp 2 | Ronda   |
| -------------- | ----- | ------- | ---- | ------ | ------- |
| 14 Juliol 2007 | 17.00 | Uruguai | 1-3  | Mèxic  | 3r lloc |